# Palacio Grimani Marcello
El palacio Grimani Marcello, también conocido como palacio Grimani dall'albero d'oro, o Vendramin Grimani, es un edificio notable italiano situado en el sestiere de San Polo en Venecia, frente al Gran Canal, con un lateral en el  palacio Querini Dubois.

## Historia
El núcleo original del edificio, se levantó sobre una antigua edificación del siglo siglo XII, obra de Giovanni Buora. Después de numerosas obras, en 1825, Carlo Bevilacqua pintó con frescos las paredes principales.
En 2021 el palacio se abrió al público para mostrar las obras que poseía y también para albergar exposiciones temporales.

## Descripción
La fachada del palacio tiene tres partes, según el modelo tradicional, jalonada por columnas culminadas por capiteles corintios que están cubiertas por piedra de Istria, lo que les otorga una inmensa luminosidad. Representa uno de los edificios de estilo lombardo más interesantes de la ciudad, ejemplificada por los elementos escultóricos de los bajorrelieves que se reparten sobre la fachada. 